# شفق پاوی
شفق پاوی (به زبان ترکی استانبولی: Şafak Pavey؛ زادهٔ ۱۰ ژوئیه ۱۹۷۶) دیپلمات، ستون‌نویس و سیاست‌مدار اهل ترکیه است. وی عضو حزب مخالف حزب جمهوری‌خواه خلق به نمایندگی استان استانبول در مجلس ملی کبیر ترکیه است. وی عضو کمیته سازمان ملل متحد برای حقوق افراد معلول است، وی نخستین زن معلول است که تاکنون منتخب مجلس ترکیه شده‌است. در سال ۲۰۱۲ پاوی جایزه بین‌المللی زنان شجاع را از وزارت امور خارجه ایالات متحده آمریکا دریافت کرد.
در ۱۵ سپتامبر ۲۰۱۷، وی بعنوان نماینده مجلس ترکیه به دلیل مشکلات سلامتی و جسمی استعفا داد.

## اوایل زندگی و تحصیل
پاوی در ۱۰ ژوئیه ۱۹۷۶ در آنکارا از شاهین و آیشه اونال، روزنامه‌نگار و نویسنده زاده شد. در سال ۱۹۹۴ وی برای مطالعه هنر و فیلم به‌همراه همسر خود به سوئیس نقل مکان کرد. در سال ۱۹۹۶، پاوی دست چپ و پای چپ خود را در یک تصادف قطار در زوریخ از دست داد. یک سال بعد، وی برای پیگیری تحصیلات خود به لندن رفت. وی در دانشگاه وست‌مینستر مشغول مطالعهٔ روابط بین‌الملل شد و تحصیلات تکمیلی خود را در مدرسه اقتصاد لندن به پایان رساند.

## حرفه
پاوی برای مسئول بودن در روابط خارجی و کمک‌های بشردوستانه در کشورهایی نظیر الجزایر، مصر، ایران، لبنان و سوریه در کمیساریای عالی سازمان ملل متحد برای پناهندگان خدمت کرده‌است. وی به عنوان سخنگوی کمیساریای عالی پناهندگان سازمان ملل متحد برای اروپای مرکزی در مجارستان و بعدها به عنوان رئیس دبیرخانه سازمان ملل متحد در دفتر کمیساریای عالی حقوق بشر سازمان ملل متحد کار کرده‌است.
وی با شیرین عبادی نویسنده و برنده جایزه صلح نوبل برای نوشتن کتاب «حقوق پناهندگان در ایران» همکاری کرده‌است.
پاوی در سال ۲۰۱۱ به ترکیه بازگشت و به مجلس رفت. وی در سال ۲۰۱۲ جایگاه خود در سازمان ملل متحد را ترک کرد و به عنوان نماینده استانبول برای حزب جمهوری‌خواه خلق انتخاب شد و نخستین زن معلول عضو مجلس ترکیه شد.

## افتخارات

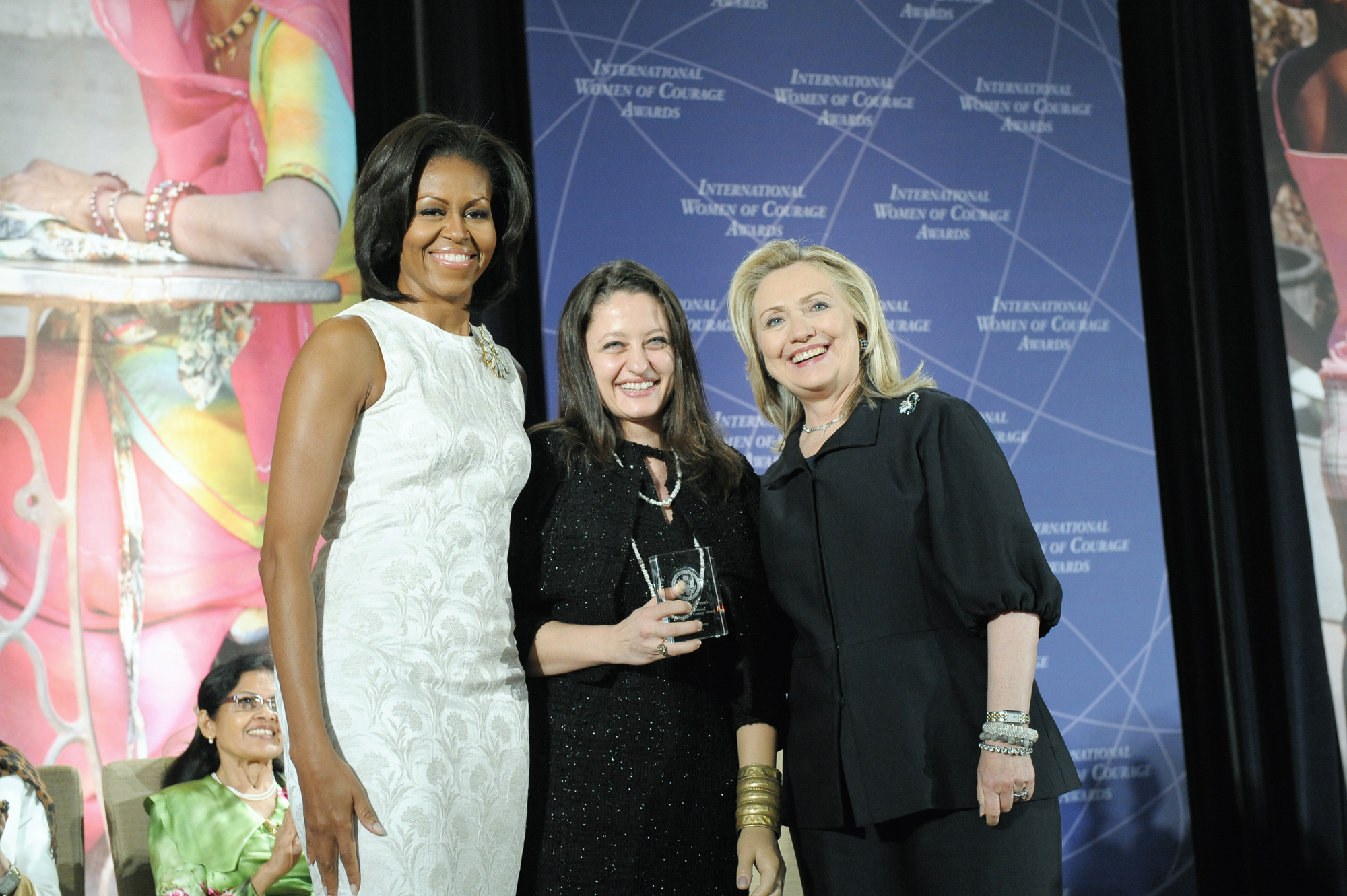
شفق پاوی به‌همراه میشل اوباما (چپ) و هیلاری کلینتون (راست) در مراسم جایزه بین‌المللی زنان شجاع ۲۰۱۲

- جایزه بین‌المللی زنان شجاع توسط وزارت امور خارجه ایالات متحده آمریکا[۴][۱۲]
- جایزه جهان اهداشده توسط جونیور چمبر اینترنشنال برای شخصیت جوان برجسته[۱۳]
- سکولاریست سال ۲۰۱۴ توسط انجمن سکولار ملی بریتانیا[۱۴]